# Крузиус, Христиан Август
Христиа́н А́вгуст Крузий  (нем. Christian August Crusius; 10 июня 1715 — 18 октября 1775, Лейпциг) — немецкий философ и теолог-евангелист.
Оспаривал господствовавшую тогда Лейбнице-Вольфову систему и старался соединить гносеологический рационализм с пиетизмом в вопросах практической философии. В своём сочинении о законе достаточного основания (1766) он опровергал этот закон, как его понимали Лейбниц и Вольф, и выставлял мыслимость, как критерий истины: что немыслимо, то ложно; что немыслимо как ложное, то истинно. В своей этике («Anweisung vernünftig zu leben», 1744) он признавал высшим нравственным принципом волю Божью, выражающуюся в библейском откровении и в совести.